# Sulz im Weinviertel
Sulz im Weinviertel è un comune austriaco di 1 204 abitanti nel distretto di Gänserndorf, in Bassa Austria; ha lo status di comune mercato (Marktgemeinde).